# 奈良東部広域農道
奈良東部広域農道（ならとうぶこういきのうどう）は、奈良県奈良市杣ノ川町を起点に同市日笠町に至る全長3,830mの広域農道である。

## 概要
本農道は、農業の振興および地域の活性化を図るため、また奈良県を代表する農業地域である奈良市東部地域の農産物輸送及び生活環境の改善に寄与するために建設された。

### 路線データ
- 起点：奈良県奈良市杣ノ川町（国道369号線交点）
- 終点：奈良県奈良市日笠町（奈良県道47号天理加茂木津線交点）
- 総延長：3,830m
- 主要構造物：中之庄トンネル　（長さ1,124m）

## 地理

### 通過する自治体
- 奈良県
  - 奈良市
    - 杣ノ川町
    - 別所町
    - 中之庄町
    - 中貫町
    - 大野町
    - 日笠町

### 接続道路
- 国道369号線（奈良市杣ノ川町）〔起点〕
- 奈良県道80号奈良名張線（奈良市日笠町）
- 奈良県道47号天理加茂木津線（奈良市日笠町）〔終点〕